# 劇団欅
劇団欅（げきだんけやき）は、かつて存在した日本の劇団である。

## 概要
1963年に結成された現代演劇協会内の劇団雲と並ぶ劇団として、福田恆存が新たに1965年に結成した。映画制作会社であり、俳優を管理する芸能プロダクションでもあった｢にんじんくらぶ｣の経営不振に端を発して分裂し、福田が「にんじんくらぶ」所属の俳優を協会に受け入れたことから結成された。文学座を離脱した新劇育ちの俳優が主の劇団雲とは異なり、映画界や宝塚歌劇団の出身者が多いことも、他の劇団にない特色である。このため、劇団というよりは、芸能プロダクションに近い。「市民劇の確立」をテーマに、エンターテイメント性を重視した娯楽的な作品を中心に上演した。

## 略年譜
- 1965年 - 分裂状態にあった｢にんじんくらぶ」より、南原宏治、岡田眞澄、倉多爽平、杉浦直樹、藤木孝、国景子、菅井きん、宝みつ子、瞳麗子の9人の俳優が現代演劇協会に移籍。以上の俳優により、現代演劇協会附属・劇団欅が発足。
- 1967年 - 欅・第1回公演「億万長者夫人」（バーナード・ショー原案、福田恆存作・演出）を上演。
- 1974年 - 岡田、南原ら主力俳優の相次ぐ離脱により公演に支障をきたすため、その措置として加藤和夫、稲垣昭三ら福田に近い俳優が劇団雲から移籍。
- 1976年 - 前年分裂した劇団雲の残留派と合流するため解散、劇団昴となった。

## 主な所属俳優
- 劇団昴に参加
  - 稲垣昭三[1]
  - 内田稔[1]
  - 加藤和夫[1]
  - 倉多爽平
  - 久米明
  - 中条静夫
  - 西本裕行[1]
  - 藤木孝
  - 山口嘉三
  - 吉水慶
  - 鳳八千代
  - 小沢寿美恵
  - 北村昌子
  - 久保田民絵
  - 上月左知子
  - 田島令子
  - 新村礼子[1]
  - 福田公子
  - 福田妙子[1]
  - 藤田みどり

- 演劇集団 円に参加
  - 河原さぶ
  - 北見敏之

- その他
  - 内田朝雄
  - 岡田眞澄
  - 倉石功
  - 小山武宏[2]
  - 杉浦直樹
  - 大門正明
  - 南原宏治
  - 平野稔[2]
  - 真弓田一夫
  - 山下洵一郎
  - 山本紀彦
  - 朝丘雪路
  - 音羽美子
  - 菅井きん
  - 瞳麗子

## 公演記録
| 公演数 | 公演年 | 演目                   | 作                                                        | 訳       | 演出              | 出演者 |
| ------ | ------ | ---------------------- | --------------------------------------------------------- | -------- | ----------------- | --- |
| 1      | 1967   | 億万長者夫人           | 福田恆存 （バーナード・ショーによる）                     | －       | 福田恆存          | 岡田眞澄、戸山啓子〈雲〉、鳳八千代、藤木孝、柳川慶子〈雲〉、 杉浦直樹、倉田爽平、南原宏治、内田朝雄 |
| 2      | 1967   | 億万長者夫人（再演）   | 福田恆存 （バーナード・ショーによる）                     | －       | 福田恆存          | 岡田眞澄、山岸映子、鳳八千代、上月左知子〈客演〉、藤木孝、 柳川慶子〈雲〉、南原宏治、倉田爽平、久米明、内田朝雄 |
| 3      | 1968   | 霧の中                 | 山崎正和 （田宮虎彦原作による）                           | －       | 関堂一            | 南原宏治、内田朝雄、八千草薫〈客演〉、鳳八千代、小沢紗季子、久米明、倉田爽平、 藤木孝、町田祥子、高松加奈子、桔梗恵二郎、笹岡勝治、山本紀彦、平野稔、他                                                                            |
| 4      | 1968   | ドンキホーテ日本に現る | 福田恆存 （ジェームス・バリー『天晴れクライトン』による） | －       | 関堂一            | 岡田眞澄、内田朝雄、鳳八千代、小沢紗季子、倉田爽平、南原宏治、 藤木孝、山下洵一郎、久米明、山岸映子、町田祥子、小林寛、平野稔 |
| 5      | 1969   | 空騒ぎ                 | ウィリアム・シェイクスピア                                | 福田恆存 | 福田恆存          | 南原宏治、藤木孝、西沢利明〈雲〉、岡田眞澄、久米明、稲垣昭三〈雲〉、 平野稔、加藤和夫〈雲〉、内田朝雄、倉田爽平、小山武宏、 北島マヤ、鳳八千代、福田公子、小沢紗季子、立花房子、他                                                 |
| 6      | 1970   | 嵐が丘                 | 河野多恵子 （エミリー・ブロンテ原作）                     | －       | 福田恆存          | 南原宏治、鳳八千代、岡田眞澄、藤田みどり、 藤木孝、福田公子、小山武宏、久米明、山田早苗、井関一〈客演〉 |
| 7      | 1971   | 魔女が女になった時     | ジョン・ヴァン・ドルーテン                                | 沼澤洽治 | 福田恆存 樋口昌弘 | 鳳八千代、岡田眞澄、新村礼子〈雲〉、藤木孝、久米明 |
| 8      | 1972   | 花粉熱                 | ノエル・カワード                                          | 鳴海四郎 | 樋口昌弘          | 福田公子、久米明、藤田みどり、小山武宏、小沢紗季子、 岡田眞澄、北島マヤ、吉水慶、久津弘子〈雲〉 |
| 9      | 1973   | ヴェニスの商人         | ウィリアム・シェイクスピア                                | 福田恆存 | 福田恆存          | 中条静夫、平野稔、吉水慶、南原宏治、岡田眞澄〈客演〉、小泉博〈客演〉、倉石功、 小山武宏、藤木孝、久米明、倉田爽平、中村伸郎〈雲〉、西優一、鳳八千代、 小沢紗季子、北島マヤ、田島令子、河原裕昌、山口哲也、北見敏之、久保田民絵、他 |
| 10     | 1974   | もしも、あの時…        | ブランドン・トーマス 脚色＝福田恆存                       | 加藤恭平 | 福田恆存          | 鳳八千代、田島令子、藤田みどり、宗形智子<雲>、 稲垣昭三、加藤和夫、久米明、西本裕行、藤木敬士、岡田眞澄〈客演〉 |
| 11     | 1974   | 億万長者夫人           | 福田恆存 （バーナード・ショーによる）                     | －       | 福田恆存          | 岡田眞澄〈客演〉、藤田みどり、北島マヤ、鳳八千代、 藤木敬士、小池朝雄〈雲〉、倉田爽平、小泉博〈客演〉、久米明 |
| 小公演 | 1974   | サイゴンから来た男     | 松原正                                                    | －       | 福田恆存          | 内田稔、加藤和夫、河原裕昌、中条静夫、西本裕行、藤木敬士、 山口哲也、吉水慶、小沢紗季子、久保田民絵、福田妙子 |
| 12     | 1975   | 愚かな女               | マルセル・アシャール                                      | 佐藤信夫 | 福田恆存          | 日下武史〈客演〉、簗正昭〈雲〉、北島マヤ、内田稔、鳳八千代、 加藤和夫、西本裕行、南美江〈雲〉、山口哲也 |
| 13     | 1975   | スタア                 | 筒井康隆                                                  | －       | 福田恆存 荒川哲生 | 福田公子、北村総一郎〈雲〉、久米明、上月左知子、遠藤征慈〈雲〉、 小山武宏〈雲〉、簗正昭〈雲〉、内田稔、稲垣昭三、吉水慶、 北村昌子、西本裕行、遠藤浩〈雲〉、山口哲也、他                                                           |